# Erin Hartwell
Erin Hartwell (né le 10 juin 1969 à Philadelphie) est un coureur cycliste américain, reconverti en entraîneur. Spécialiste du kilomètre sur piste, il a été médaillé de bronze de la discipline aux Jeux olympiques de 1992 à Barcelone et d'argent aux Jeux de 1996 à Atlanta. Il a également été quatre fois médaillé aux championnats du monde : trois fois au kilomètre (argent en 1994, bronze en 1995 et 1998) et médaillé de bronze de la vitesse par équipes en 1995.
Il est intronisé au Temple de la renommée du cyclisme américain en 2012.

## Biographie

### Carrière sportive
En 1991, Erin Hartwell termine deuxième du kilomètre aux Jeux panaméricains de La Havane. En 1994, il devient vice-champion du monde amateurs dans la même discipline. En 1995, aux mondiaux de Bogotá, il se classe troisième du kilomètre et de la vitesse par équipes (avec Marty Nothstein et William Clay). Il participe aux Jeux olympiques à trois reprises - en 1992 , 1996 et 2000 - et remporte sur le kilomètre le bronze à Barcelone en 1992 et l'argent à Atlanta en 1996, établissant un record olympique à Atlanta (1 min 02,940 s), qui est rapidement battu par le vainqueur Florian Rousseau (1 min 02,712 s).
En 1999, il remporte à nouveau la médaille d'argent du kilomètre aux Jeux panaméricains de Winnipeg. En 2000, il devient champion des États-Unis de poursuite par équipes (avec Mariano Friedick, Derek Bouchard-Hall et Tommy Mulkey). Il est ensuite passé chez les professionnels et court également sur route, mais sans succès notable. En 2000, il a remporté la Joe Martin Stage Race.

### Après carrière
Depuis sa retraite de coureur à la fin de 2001, Erin Hartwell travaille comme entraîneur de cyclisme et, avec son épouse d'alors, May Britt Hartwell, une ancienne cycliste norvégienne, il dirige sa propre école de formation à Trexlertown, où se trouve également un vélodrome,. De 2005 à 2008, il dirige le Valley Preferred Cycling Center également à Trexlertown. Entre 2014 et 2017, il est entraîneur du sprint au Canada jusqu'à ce qu'il rejoigne l'équipe de Trinité-et-Tobago, pour qui, il avait déjà travaillé par le passé. Sous sa supervision, les sprinteurs du pays ont remporté de nombreuses médailles : Njisane Phillip, Nicholas Paul, Kwesi Browne et Keron Bramble sont devenus champions panaméricains de vitesse par équipes en 2018 et 2019 et ont remporté l'or aux Jeux panaméricains 2019. Nicholas Paul a également établi un nouveau record du monde sur 200 mètres lancé. L'implication de Hartwell à Trinité-et-Tobago a pris fin en janvier 2020 après une série de conflits au sein de l'équipe et de la fédération,.
En avril 2021, il est annoncé qu'il devient l'entraîneur de l'équipe nationale américaine de sprint.

## Palmarès sur piste

### Jeux olympiques
- Barcelone 1992
  -  Médaillé de bronze du kilomètre
- Atlanta 1996
  -  Médaillé d'argent du kilomètre

### Championnats du monde
- 1994
  -  Médaillé d'argent du kilomètre
- 1995
  -  Médaillé de bronze du kilomètre
  -  Médaillé de bronze de la vitesse par équipes
- 1998
  -  Médaillé de bronze du kilomètre

### Jeux panaméricains
- 1991
  -  Médaillé d'argent du kilomètre
- 1995
  -  Médaillé d'argent du kilomètre
- 1999
  -  Médaillé d'argent du kilomètre

### Coupe du monde
- 1998
  - 1er du kilomètre à Victoria

### Championnats nationaux
- Champion des États-Unis de poursuite par équipes en 2000

## Palmarès sur route
- 2000
  - Joe Martin Stage Race